# Affonso Heliodoro dos Santos
Affonso Heliodoro dos Santos (Diamantina, 17 de abril de 1916 - Nova Lima, 20 de outubro de 2018), também conhecido como "Coronel Affonso", foi subchefe do Gabinete Civil da Presidência durante o governo Juscelino Kubitschek. Até 2015, era presidente do Instituto Histórico e Geográfico do Distrito Federal.

## Biografia
Nascido no município brasileiro de Diamantina, em Minas Gerais, Affonso Heliodoro dos Santos foi bacharel em direito pela antiga Faculdade Nacional de Direito.
Em 1956, junto de Juscelino Kubitschek, ele fez parte da comitiva que assinou o documento pedindo ao Congresso Nacional, a mudança da capital para o Centro-Oeste e a criação a Companhia Urbanizadora da Nova Capital (Novacap). No mesmo ano, visitou pela primeira vez a região onde Brasília seria construída. 
Durante o governo JK, Affonso Heliodoro atuou como subchefe do Gabinete Civil e presidiu o Serviço de Verificação das Metas Econômicas do Governo (SVMEG) e o Serviço de Interesse Estaduais (SIE). Se afastou da capital federal para acompanhar Juscelino no exílio político em Paris, na França, durante a ditadura militar. Quando voltou a Brasil, o coronel passou a gerenciar o Memorial JK, no Eixo Monumental. Ele administrou o espaço desde a construção, em 1981, até 1996, quando passou a dirigir o Instituto Histórico e Geográfico do Distrito Federal, onde ocupou a presidência do órgão até 2016, quando completou 100 anos de idade.

Morreu no dia 20 de outubro de 2018, aos 102 anos. Ele estava internado em Nova Lima (MG), após sofrer um infarto no dia 18 de outubro. Na época, ele era o último integrante vivo da equipe do ex-presidente Juscelino Kubitschek, de quem era amigo pessoal.